# ミーズ統監
ミーズ統監（ミーズとうかん、英語: Lord Lieutenant of Meath）は、イギリスの官職。統監の1つで、ミーズ県を担当する。1831年首席治安判事（アイルランド）法（Custos Rotulorum (Ireland) Act 1831）により、Governor職を置き換える形で設立され、ミーズ首席治安判事も兼任する。1922年に建国したアイルランド自由国では統監が任命されなくなったが、法律自体は残り、1983年制定法整理法で正式に廃止された。

## 一覧
- 1831年10月28日 – 1835年2月11日：第5代ダーンリー伯爵エドワード・ブライ[3]
- 1835年4月11日 – 1848年12月11日：第14代ダンセイニ男爵エドワード・プランケット[3]
- 1849年1月10日 – 1869年4月21日：第9代フィンゴール伯爵アーサー・プランケット[3]
- 1869年5月31日 – 1876年7月17日：第2代カニンガム侯爵フランシス・カニンガム[3]
- 1876年9月15日 – 1894年7月22日：第3代ヘッドフォート侯爵トマス・テイラー（英語版）[3]
- 1895年6月18日 – 1906年：サイモン・マンガン（英語版）[3]
- 1906年8月17日 – 1922年：ニュージェント・エヴェラード（英語版）（のち初代準男爵）[3]